# Шуть, Владислав Алексеевич
Владисла́в Алексе́евич Шуть (род. 1941) — британский и российский академический композитор, один из основателей новой Ассоциации Современной Музыки.

## Биография
В 1967 году окончил Российскую Академию музыки.
Работал в издательстве «Советский композитор» (1967—1982), в последние советские годы бросил службу, работая как свободный художник, писал музыку для кино. Один из основателей новой Ассоциации современной музыки (АСМ-2), входил в круг Э.Денисова.
С 1992 года живёт в Великобритании, в 1999 году получил британское гражданство.

## Творческая характеристика
Музыка отмечена влиянием романтизма, но одновременно и полистилистическая (как внутри каждого из произведений, так и при сопоставлении разных опусов), подобно творчеству Пярта или Шнитке.:368
Из работ в кино наиболее известна музыка к фильму Карена Шахназарова «Цареубийца» (1991). Вместе с тем, Владислав Шуть относится к той (последней советской) генерации композиторов, представители которой известны недостаточно широко.

"…я считаю наше поколение обойдённым вниманием. Интересно, что очень давно, лет 27 назад, когда я был ещё студентом, Буцко сказал мне пророческую фразу, что поколение, родившееся в 30-е годы (Шнитке, Щедрин, Губайдуллина и пр.) «хода вам не даст». При этом он не имел в виду какие-то целеустремлённые действия этого поколения, а имел в виду, что все ниши, все места будут заняты этим поколением. И оказался прав. Понадобился отъезд Шнитке, Денисова, Губайдуллиной, Щедрина, чтобы вдруг открыть, что оказывается есть композитор Екимовский, ничем в общем-то не уступающий вышеперечисленным, есть композитор Караев, есть Вустин… Мне всегда было странно, почему имя Губайдуллиной широко известно и популярно, а музыку Шу́тя, ничем не уступающую музыке Губайдуллиной, никто не знает… ":380 — Николай Корндорф, июль 1996 г.

## Избранные сочинения
- Две песни Роберта Бернса для меццо-сопрано и фортепиано (1964, новая редакция — 2002)
- Соната-фантазия для скрипки и фортепиано (1969, новая редакция — 2001)
- Соната для виолончели (1970, новая редакция — 1999)
- Шесть стихотворений Сергея Городецкого (1970)
- «Юношеский альбом» для скрипки и фортепиано (1971)
- Камерная симфония № 1 для 4 виолончелей, контрабаса и литавр (1973)
- «Силуэты» для фортепиано (1973)
- Сонатина для фортепиано (1974)
- «Детский альбом» для фортепиано (1975)
- Камерная симфония № 2 для флейты, гобоя, кларнета, саксофона, фагота, альта и контрабаса (1975)
- Короткая соната для флейты (1977)
- Три для фагота, виолончели и ударных (1978)
- Соло для фагота (1978)
- Камерная симфония № 3 для флейты, гобоя и двух ансамблей (1978)
- «Романтические послания» для фагота, флейты, подготовленного фортепиано и струнных (1979)
- «Метаморфозы» для саксофона, арфы, контрабаса и ударных (1979)
- Большая симфония для органа и 15 исполнителей (1981)
- Притча для 6 ударных (1983)
- «Warum?» для 15 исполнителей (1986)
- Мини-партита для альта и фортепиано (1987)
- «Ex Animo» для большого оркестра (1988)
- «Приношение» для скрипки, виолончели и фортепиано (1991)
- Камерная симфония № 4 для там-тама и струнного оркестра (1992)
- «Предчувствие» для сопрано и камерного ансамбля на стихи Р. М. Рильке (1993)
- «Исповедь» для органа (1993, новая редакция — 2000)
- Три песни на стихи О. Мандельштама для голоса, флейты, кларнета и струнного квартета (1994)
- Четыре песни на стихи П. Б. Шелли (1994)
- Камерная симфония № 5 для 16 исполнителей (1995)
- Пантомима для флейты и клавесина (1995)
- «Con Passione» для фортепиано и струнного квартета (1995)
- Серенада для струнного оркестра (1995)
- «Amoroso» для кларнета и струнного квартета (1996)
- Дивертисмент для барочных флейт, вибрафона и струнного оркестра (1997)
- Чакона для аккордеона (1999)
- «Ночь и день» для голоса, барочной флейты и струнного квартета на стихи Ф. Тютчева (2000)
- Пастораль для флейты, гобоя, кларнета, фагота и фортепиано (2002)
- «Вечный покой» для трех ударных (2002)
- Сюита для струнного квартета (2003)
- Два священных сонета для смешанного хора на стихи Дж. Донна (2003)
- Камерная симфония № 6 для струнного оркестра и ударных (2005)
- «Три встречи с Шостаковичем» (2006)